# Хоакін Солано
Хоакін Солано (ісп. Joaquín Solano, 2 червня 1913 — 15 лютого 2003) — мексиканський вершник.
Бронзовий призер Олімпійських Ігор 1948 року в командному триборстві.